# Jaume Pla i Pallejà
Jaume Pla i Pallejà (Rubí, 14 d'abril de 1914 - Barcelona, 7 de desembre de 1995) fou un gravador, pintor, bibliòfil i escriptor català.

## Biografia
Iniciat abans de la Guerra Civil espanyola, feu ja aleshores algunes exposicions Participà a la guerra amb el bàndol republicà i visqué exili i camps de concentració a la Catalunya Nord. En tornar mig clandestinament inicià la seva gran època, en la que esdevingué el gran apòstol del gravat modern a Catalunya. Creà, amb Víctor M. d'Ymbert, les Edicions de la Rosa Vera
on obrí les portes a molts artistes per a il·lustrar mitjançant el gravat llibres i reculls acuradament editats. Ell mateix tingué allà, i en altres editorials, una forta activitat de gravador en totes les tècniques, però especialment calcogràfic. Col·laborà amb Pablo Picasso i dirigí les edicions de bibliofília impulsades per Camilo José Cela. Fou pràcticament l'únic gravador català del seu temps capaç de manejar el burí, i ho feia sense la rigidesa d'aquesta tècnica tan acadèmica. Destaquen sobretot els seus paisatges, tant de Catalunya, com d'Espanya, d'Itàlia o de França, que li era molt familiar d'ençà que una filla seva s'hi casà i s'hi establí.
També portà les seves reivindicatives edicions a Madrid, on aconseguí, amb la complicitat de Juana Mordó, que diversos noms destacats de l'art espanyol de la postguerra fessin les seves primeres passes en el gravat.
Escriptor agut, de llenguatge ric i esmolat, publicà algun llibre clàssic sobre l'art de gravar (Técnicas del grabado calcográfico 1956) i molts articles a la Revista de Catalunya, el catàleg complet de Els gravats de Xavier Nogués (1960), una monografia sobre Francesc Domingo (1992) i volums de records: Famosos i oblidats (1989), Memòria escrita (1991), i De l'art i l'artista. Dietari 1982-1992, amb el qual va guanyar el Premi Sant Joan de narrativa. Postumament la Unitat d'Estudis Biogràfics de la Universitat de Barcelona publicà La vida contínua. Diaris de Jaume Pla (1928-1948) (2008).
Fou guardonat amb la Creu de Sant Jordi i va ser membre honorari de la Reial Acadèmia Catalana de Belles Arts de Sant Jordi.
Hi ha un fons important de Jaume Pla a la Biblioteca de Catalunya i la seva obra està ben representada al Gabinet de Dibuixos i Gravats del MNAC.